# UFC Fight Night: Де Рандами vs. Лэдд
UFC Fight Night: De Randamie vs. Ladd, также известный как UFC Fight Night 155 или UFC на ESPN+ 13 или UFC Fight Night Sacramento — турнир по смешанным единоборствам организованный Ultimate Fighting Championship, который был проведён 13 июля 2019 года на спортивной арене «Голден 1-центр» в Сакраменто, штат Калифорния, США.

## История турнира
Главным событием турнира станет бой в женском легчайшем дивизионе между первой чемпионкой UFC в женском полулёгком весе Жермейн де Рандами и молодой Аспен Лэдд, которая выиграла все 8 поединков в своей профессиональной карьере, 3 из которых под эгидой UFC.
Турнир также примечателен возвращением в октагон легендарного ветерана легчайшего и полулегкого веса, бывшего чемпиона WEC в полулегком весе, бывшего претендента на чемпионский пояс UFC в легчайшем весе и члена зала славы UFC Юрайя Фейбера, который в конце 2016 года после боя с Брэдом Пикеттом объявил о завершении своей карьеры. Соперником ветерана должен стат 26-летний Рикки Симо́н который провел 12 боев (11 побед, 1 поражение), три из которых состоялись под эгидой UFC.
Также на турнир был запланирован бой в женском минимальном весе между Синтией Кальвильо и бывшей чемпионкой Invicta FC в женском минимальном весе Ливиньей Соузой. Однако 7 июня стало известно, что Кальвильо сломала ногу и была вынуждена сняться с боя. Теперь ожидается, что Соуза встретится с еще одной бывшей чемпионкой Invicta FC в женском минимальном весе Брианной ван Бюрен.

## Результаты турнира
| Бои п/п                     | Весовая категория    | Участники и результат боя | Участники и результат боя | Участники и результат боя | Способ победы                              | Раунд                | Время                | Примечание           |
| Основные бои (ESPN+)        | Основные бои (ESPN+) | Основные бои (ESPN+)      | Основные бои (ESPN+)      | Основные бои (ESPN+)      | Основные бои (ESPN+)                       | Основные бои (ESPN+) | Основные бои (ESPN+) | Основные бои (ESPN+) |
| --------------------------- | -------------------- | ------------------------- | ------------------------- | ------------------------- | ------------------------------------------ | -------------------- | -------------------- | -------------------- |
| Бой 12                      | Жен. легчайший вес   | Жермейн де Рандами        | поб.                      | Аспен Лэдд                | Технический нокаут (удар)                  | 1                    | 0:16                 |                      |
| Бой 11                      | Легчайший вес        | Юрайя Фейбер              | поб.                      | Рикки Симо́н               | Технический нокаут (удары)                 | 1                    | 0:46                 | Выступление вечера   |
| Бой 10                      | Полулёгкий вес       | Джош Эмметт               | поб.                      | Мирсад Бектич             | Технический нокаут (удары)                 | 1                    | 4:25                 | Выступление вечера   |
| Бой 9                       | Средний вес          | Карл Роберсон             | поб.                      | Веллингтон Турман         | Раздельное решение (28-29, 29-28, 29-28)   | 3                    | 5:00                 |                      |
| Бой 8                       | Средний вес          | Марвин Веттори            | поб.                      | Сезар Феррейра            | Единогласное решение (30-27, 30-27, 30-27) | 3                    | 5:00                 |                      |
| Предварительные бои (ESPN+) |                      |                           |                           |                           |                                            |                      |                      |                      |
| Бой 7                       | Полутяжёлый вес      | Джон Аллан                | поб.                      | Майк Родригес             | Единогласное решение (29-28, 29-28, 30-27) | 3                    | 5:00                 |                      |
| Бой 6                       | Полулёгкий вес       | Андре Фили                | поб.                      | Шеймон Мораис             | Нокаут (удары)                             | 1                    | 3:07                 | Выступление вечера   |
| Бой 5                       | Жен. легчайший вес   | Джулианна Пенья           | поб.                      | Никко Монтаньо            | Единогласное решение (29-28, 29-28, 29-27) | 3                    | 5:00                 |                      |
| Бой 4                       | Полулёгкий вес       | Райан Холл                | поб.                      | Даррен Элкинс             | Единогласное решение (29-28, 29-28, 30-27) | 3                    | 5:00                 |                      |
| Бой 3                       | Легчайший вес        | Джонатан Мартинес         | поб.                      | Лю Пинъюань               | Нокаут (удар коленом)                      | 3                    | 3:54                 | Выступление вечера   |
| Бой 2                       | Жен. минимальный вес | Брианна ван Бюрен         | поб.                      | Ливия Рената Соуза        | Единогласное решение (30-27, 30-27, 30-27) |                      |                      |                      |
| Бой 1                       | Легчайший вес        | Бенито Лопес              | поб.                      | Винс Моралес              | Единогласное решение (29-28, 29-28, 29-28) | 3                    | 5:00                 |                      |

## Награды
Следующие бойцы получили бонусные выплаты в размере $50 000:
- Лучший бой вечера: бонус не присуждался
- Выступление вечера: Юрайя Фейбер, Джош Эмметт, Андре Фили и Джонатан Мартинес